# 山田 (大阪府太子町)
山田（やまだ）は、大阪府南河内郡太子町にある地名。2025年現在の行政地名は大字山田。

## 地理
太子町の中央部から東部に位置する。西は太子、南は葉室・畑・河南町平石、北は春日・太子・奈良県香芝市穴虫、東は同県葛城市加守・染野・竹内に接する。

### 山岳
- 雌岳（二上山）
- 神山

## 歴史

### 沿革
- 江戸期 - 河内国石川郡に山田村が所在。天明8年（1788年）から幕府領。
- 1871年（明治4年）、堺県の所属となる。
- 1881年（明治14年）、大阪府の所属となる。
- 1889年（明治22年）、町村制の施行により、山田村の大字となる[5]。
- 1896年（明治29年）、郡の統廃合により、南河内郡の所属となる。
- 1956年（昭和31年）、山田村が磯長村と合併。新設の太子町の一部となる。

## 世帯数と人口
2024年（令和6年）3月31日現在の世帯数と人口は以下の通りである。
| 大字     | 世帯数    | 人口    |
| -------- | --------- | ------- |
| 大字山田 | 1,524世帯 | 3,505人 |

### 人口の変遷
国勢調査による人口の推移。
| 1995年（平成7年）  | 3,817人 | [ 6 ]  |  |
| 2000年（平成12年） | 4,628人 | [ 7 ]  |  |
| 2005年（平成17年） | 4,881人 | [ 8 ]  |  |
| 2010年（平成22年） | 4,614人 | [ 9 ]  |  |
| 2015年（平成27年） | 4,351人 | [ 10 ] |  |
| 2020年（令和2年）  | 4,015人 | [ 11 ] |  |

### 世帯数の変遷
国勢調査による世帯数の推移。
| 1995年（平成7年）  | 1,135世帯 | [ 6 ]  |  |
| 2000年（平成12年） | 1,374世帯 | [ 7 ]  |  |
| 2005年（平成17年） | 1,487世帯 | [ 8 ]  |  |
| 2010年（平成22年） | 1,458世帯 | [ 9 ]  |  |
| 2015年（平成27年） | 1,499世帯 | [ 10 ] |  |
| 2020年（令和2年）  | 1,476世帯 | [ 11 ] |  |

## 学区
町立小・中学校に通う場合、学区は以下の通りとなる。通学区域は見直される可能性があるので、詳細は自治体の教育委員会に問い合わせること。
| 番地 | 小学校             | 中学校         |
| ---- | ------------------ | -------------- |
| 全域 | 太子町立山田小学校 | 太子町立中学校 |

## 事業所
2021年（令和3年）現在の経済センサス調査による事業所数と従業員数は以下の通りである。
| 大字     | 事業所数  | 従業員数 |
| -------- | --------- | -------- |
| 大字山田 | 130事業所 | 1,092人  |

## 交通

### バス
2025年6月現在
- 金剛ふるさとバス[15]（近鉄バス[16]）
太子町役場 - 六枚橋東 - 山田 - 推古天皇陵前
- たいしのってこバス[17]
太子町役場 - 六枚橋東 - 山田 - 推古天皇陵前
太子町役場 - 六枚橋東 - 孝徳天皇陵前 - 美野の里前、利長神社口・ふくの音前、道の駅近つ飛鳥の里・太子
太子町役場 - いわき台

### 道路
- 南阪奈道路
- 国道166号（竹内街道）
  - 道の駅近つ飛鳥の里太子
- 大阪府道32号美原太子線
- 大阪府道33号富田林太子線
- 南河内フルーツロード

## 施設
- 太子町役場
- 太子町立図書館
- 富田林警察署 太子町交番
- 大阪南消防局 富田林消防署 太子出張所
- 太子町立山田小学校
- 太子町立竹内街道資料館
- JA大阪南 太子支店
- サンプラザ 太子店
- 太子温泉
- 利長神社
- 仏陀寺

## 史跡
- 大道旧山本家住宅（国登録有形文化財）
- 山田高塚古墳
- 仏陀寺古墳
- 二子塚古墳
- 岩屋
- 鹿谷寺跡
- 小野妹子墓

## 郵便
- 郵便番号：583-0992[3]（集配局：藤井寺郵便局[18]）。

## ギャラリー

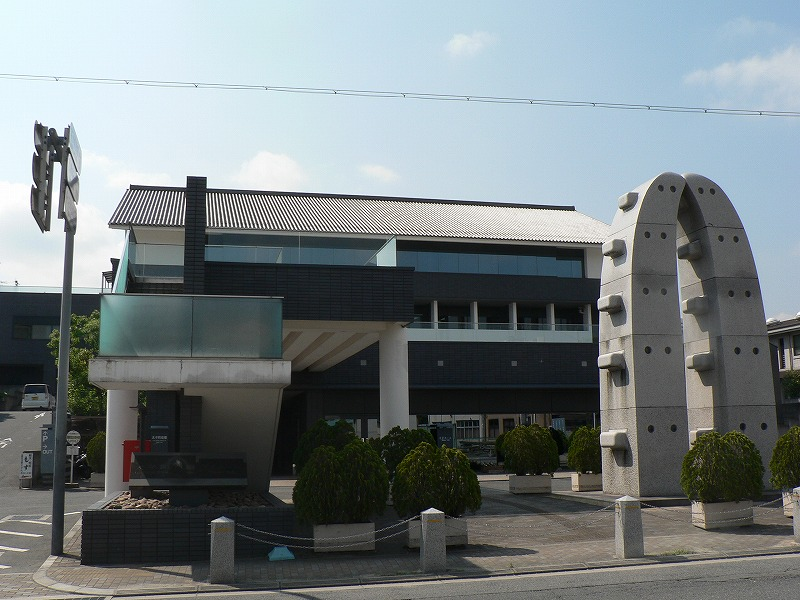
太子町役場
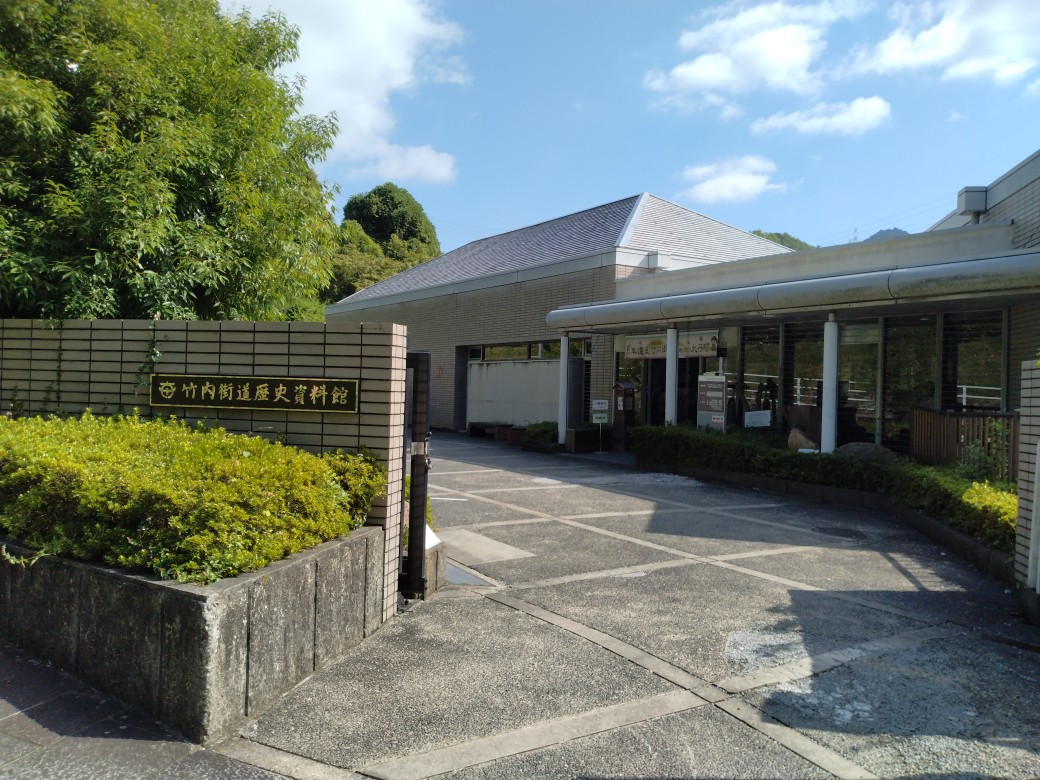
太子町立竹内街道歴史資料館
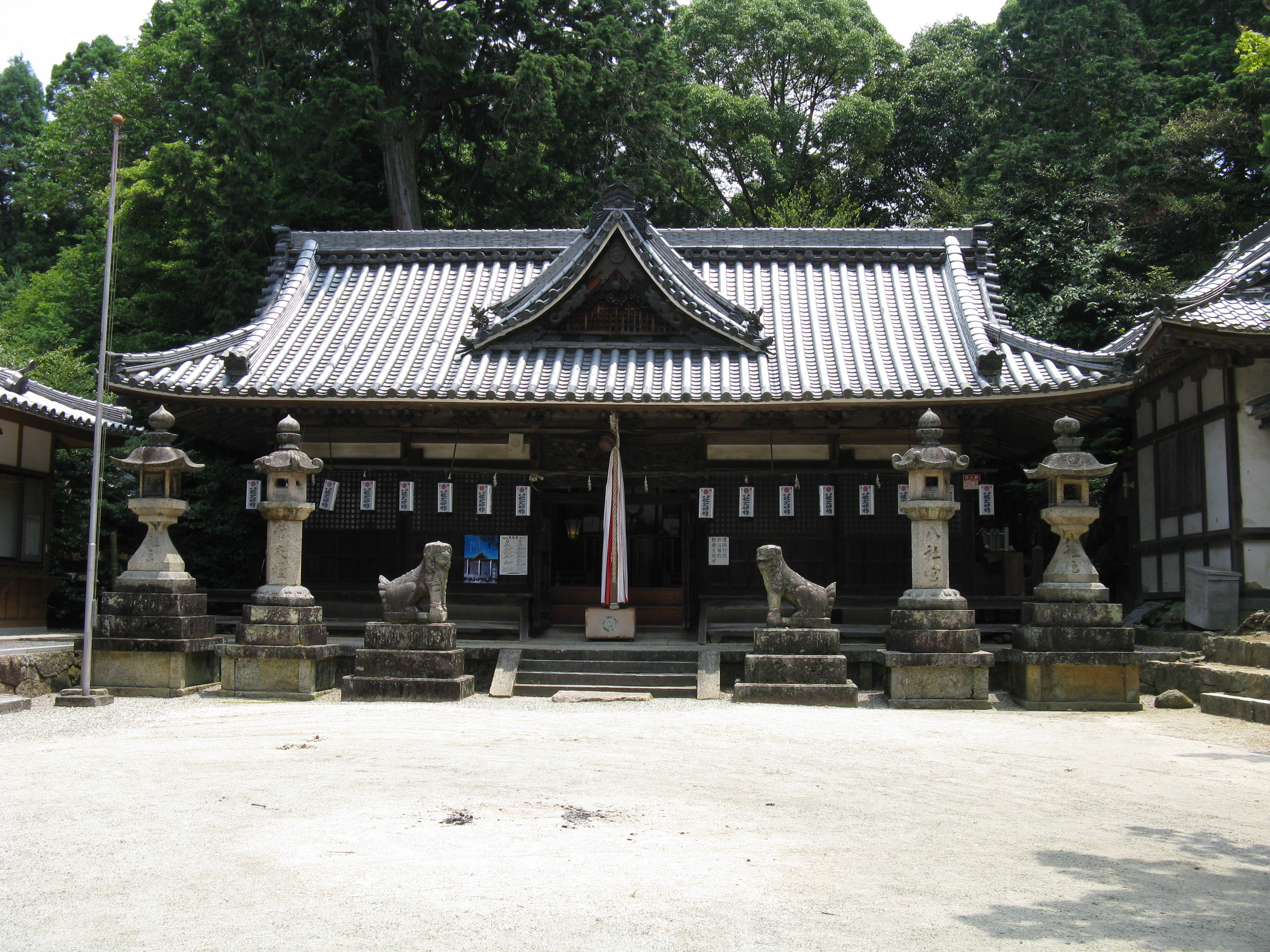
科長神社 拝殿
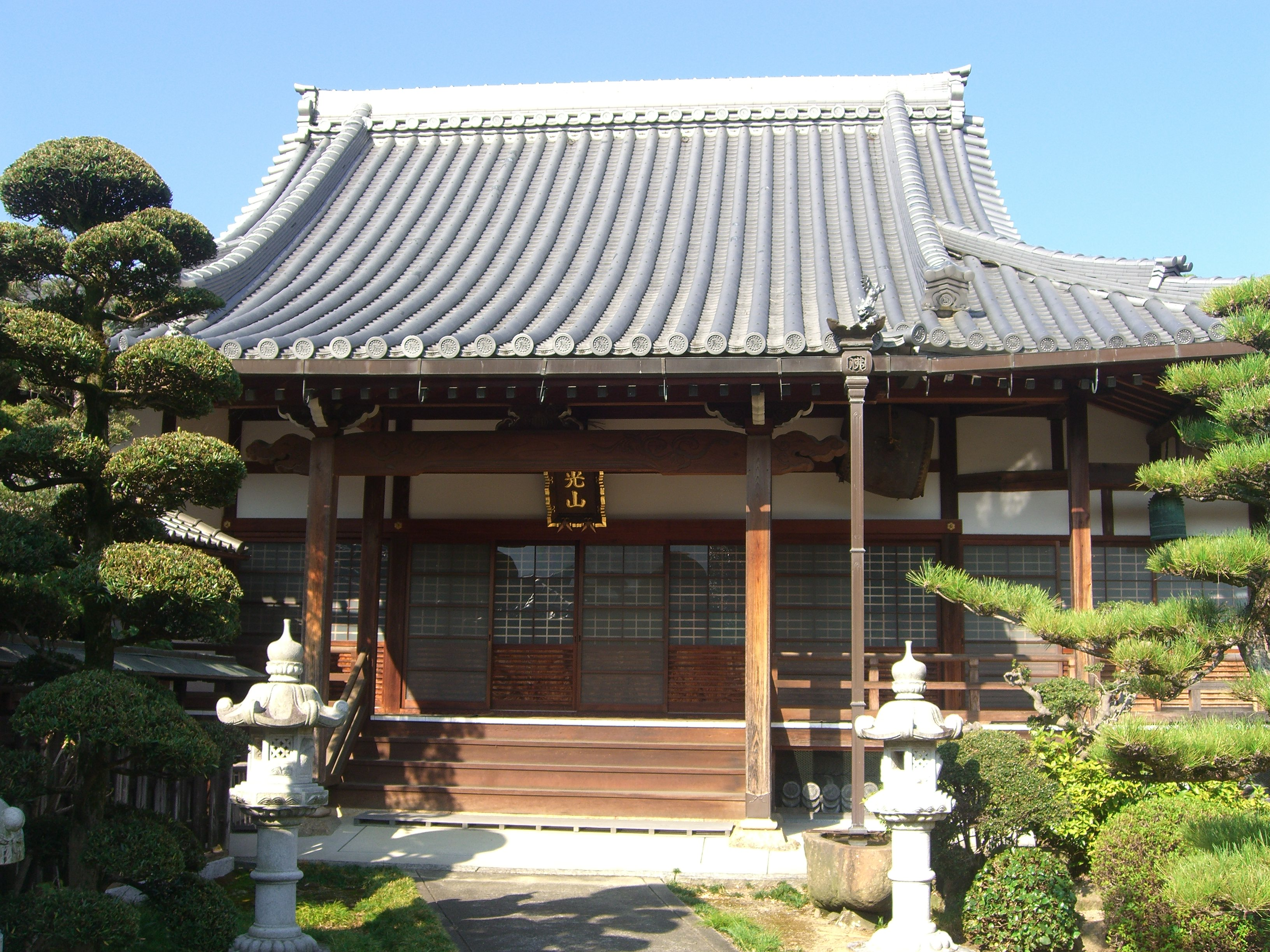
仏陀寺
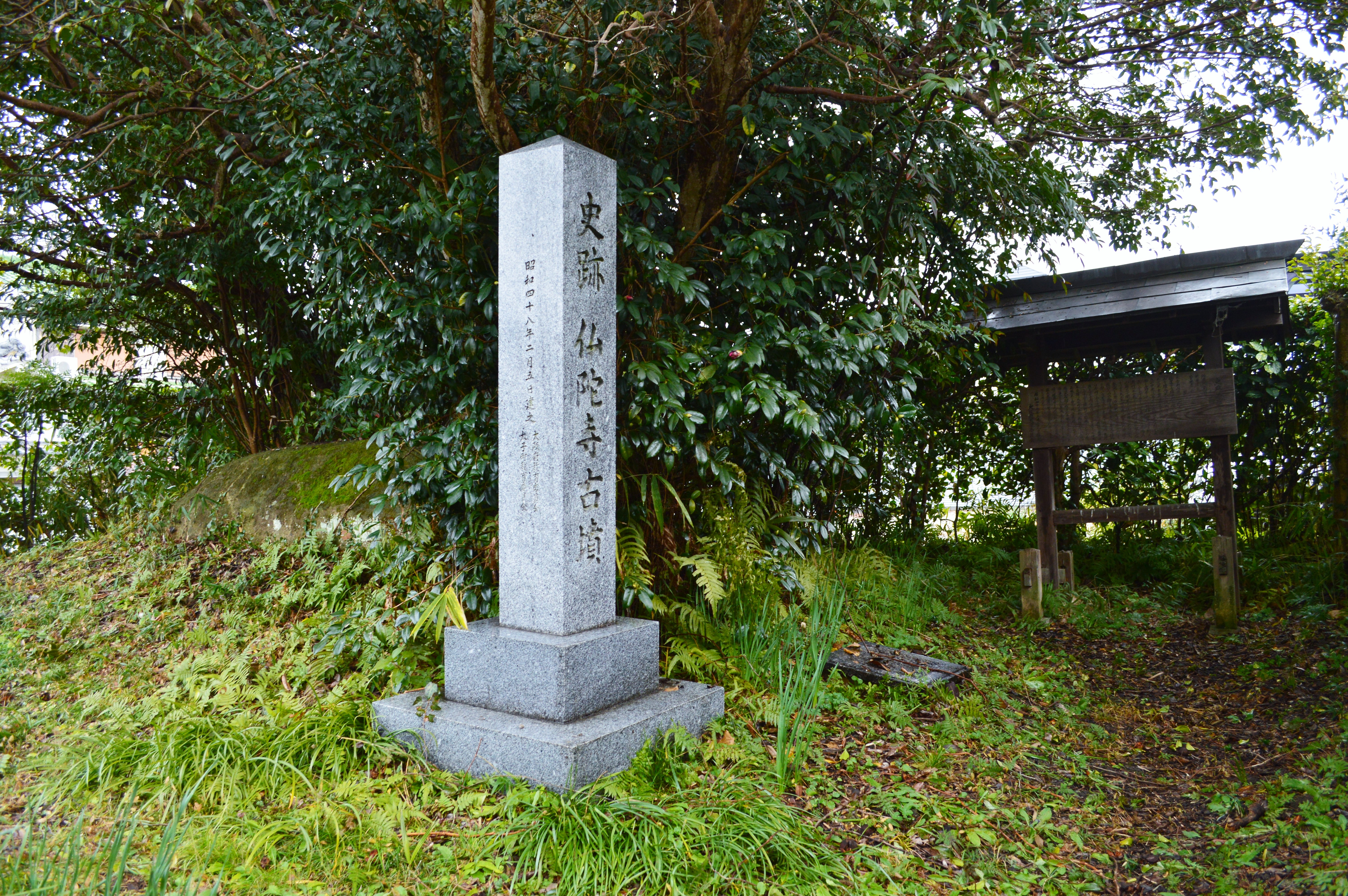
仏陀寺古墳
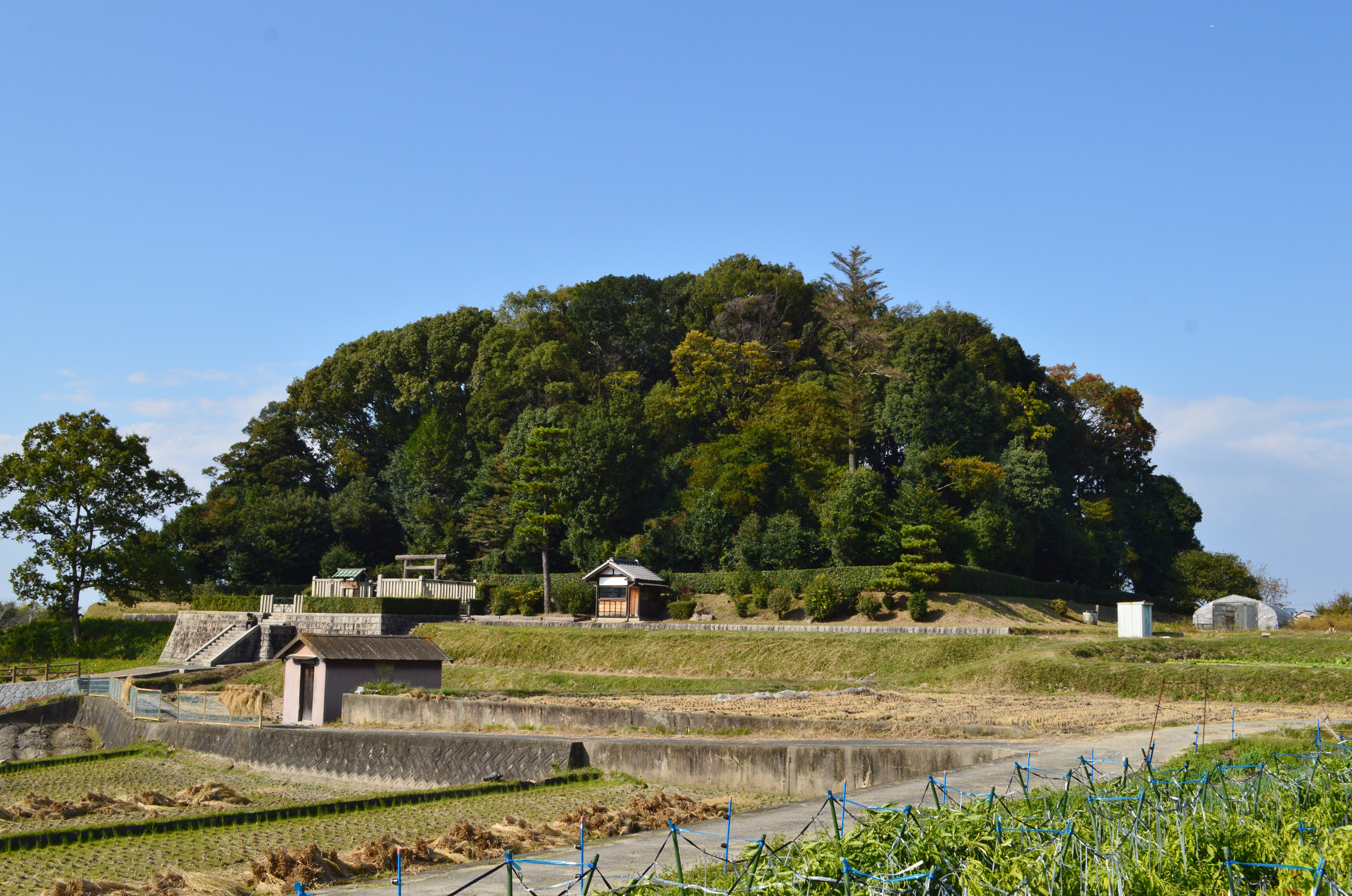
山田高塚古墳
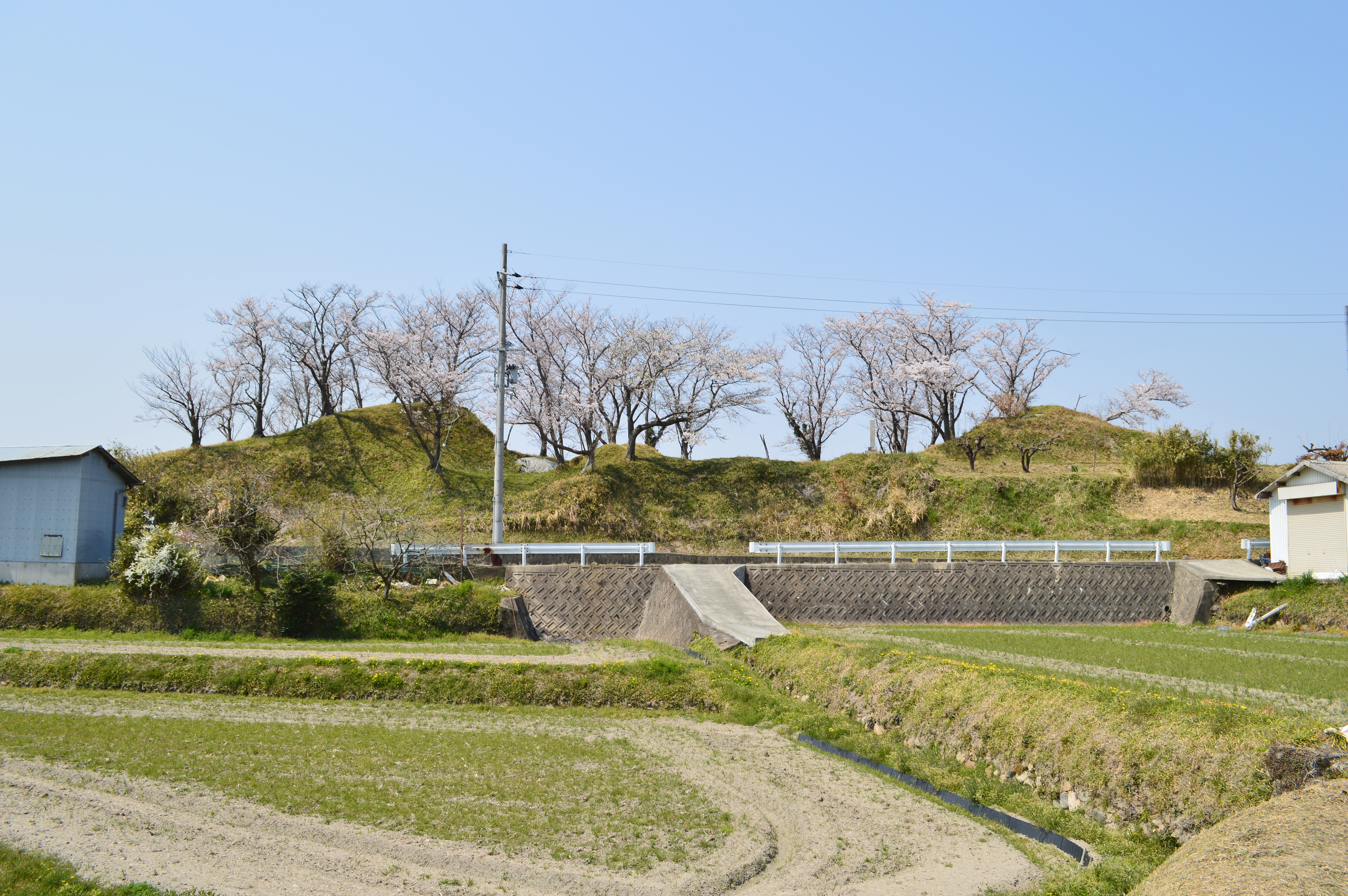
二子塚古墳
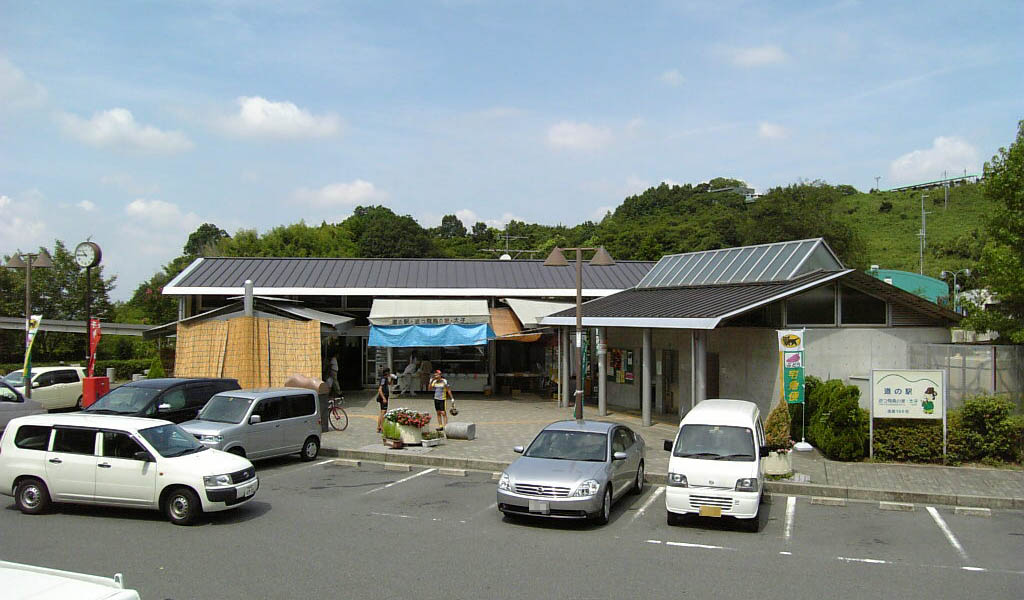
道の駅近つ飛鳥の里太子
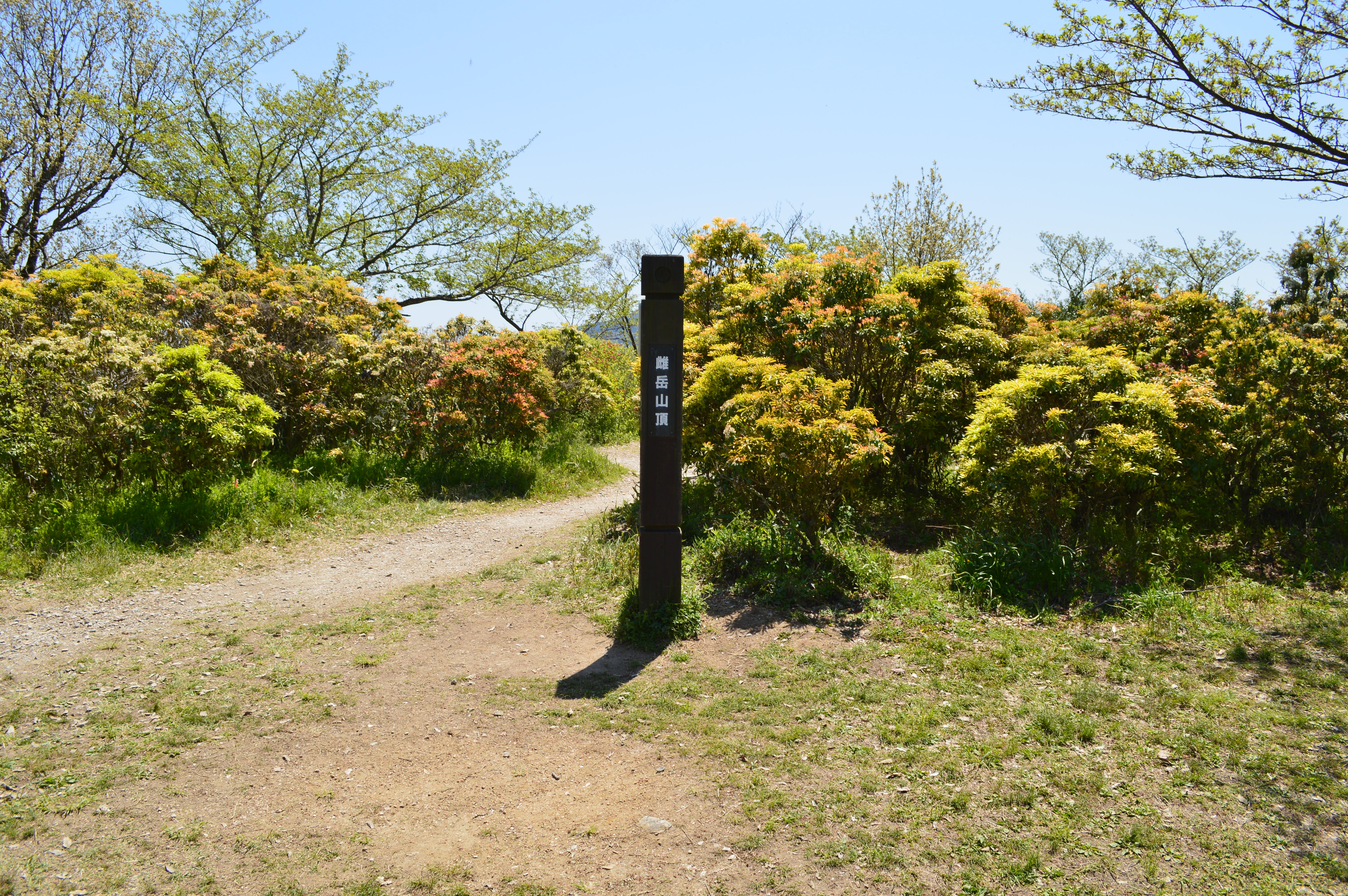
雌岳山頂
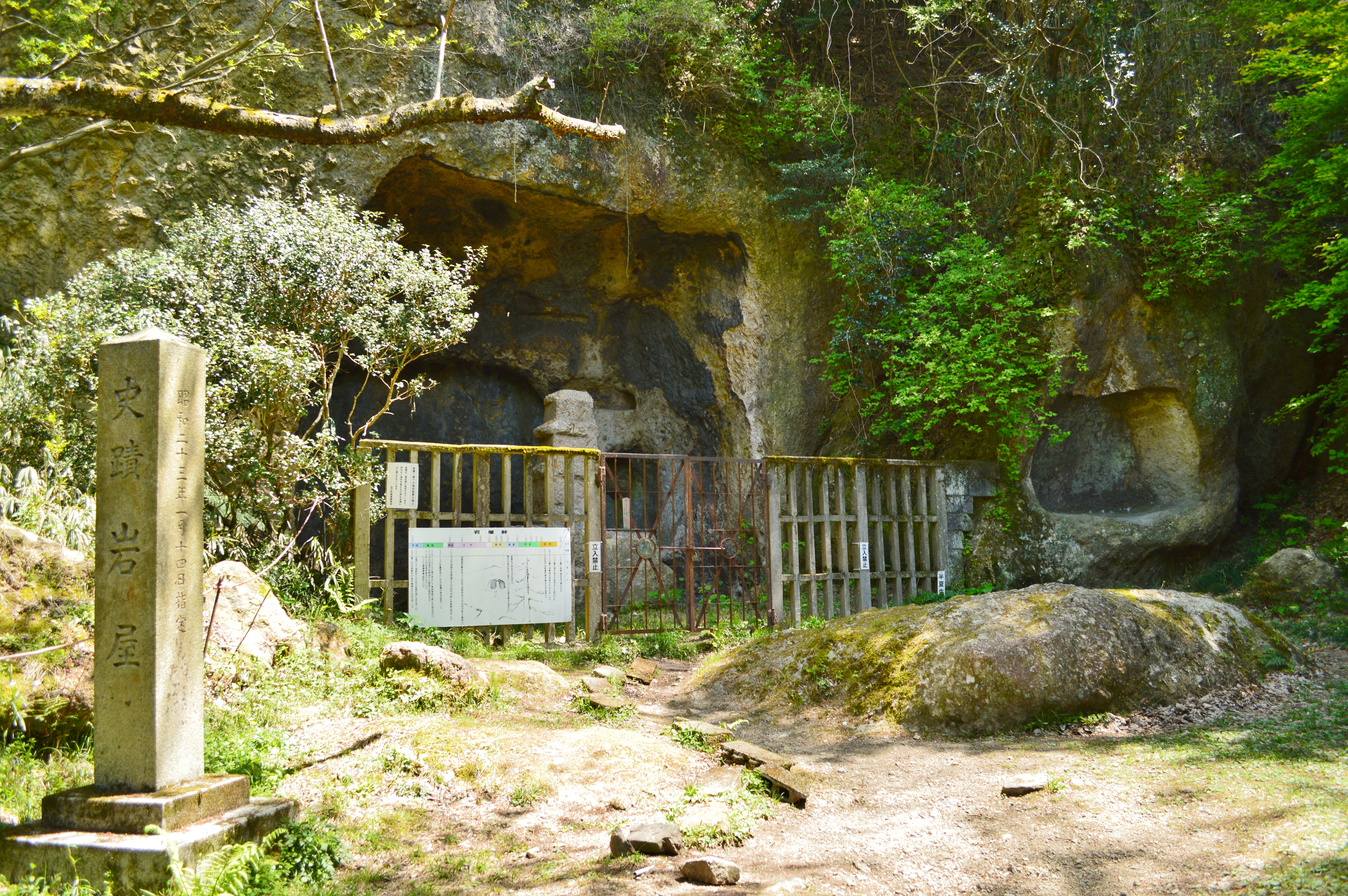
岩屋
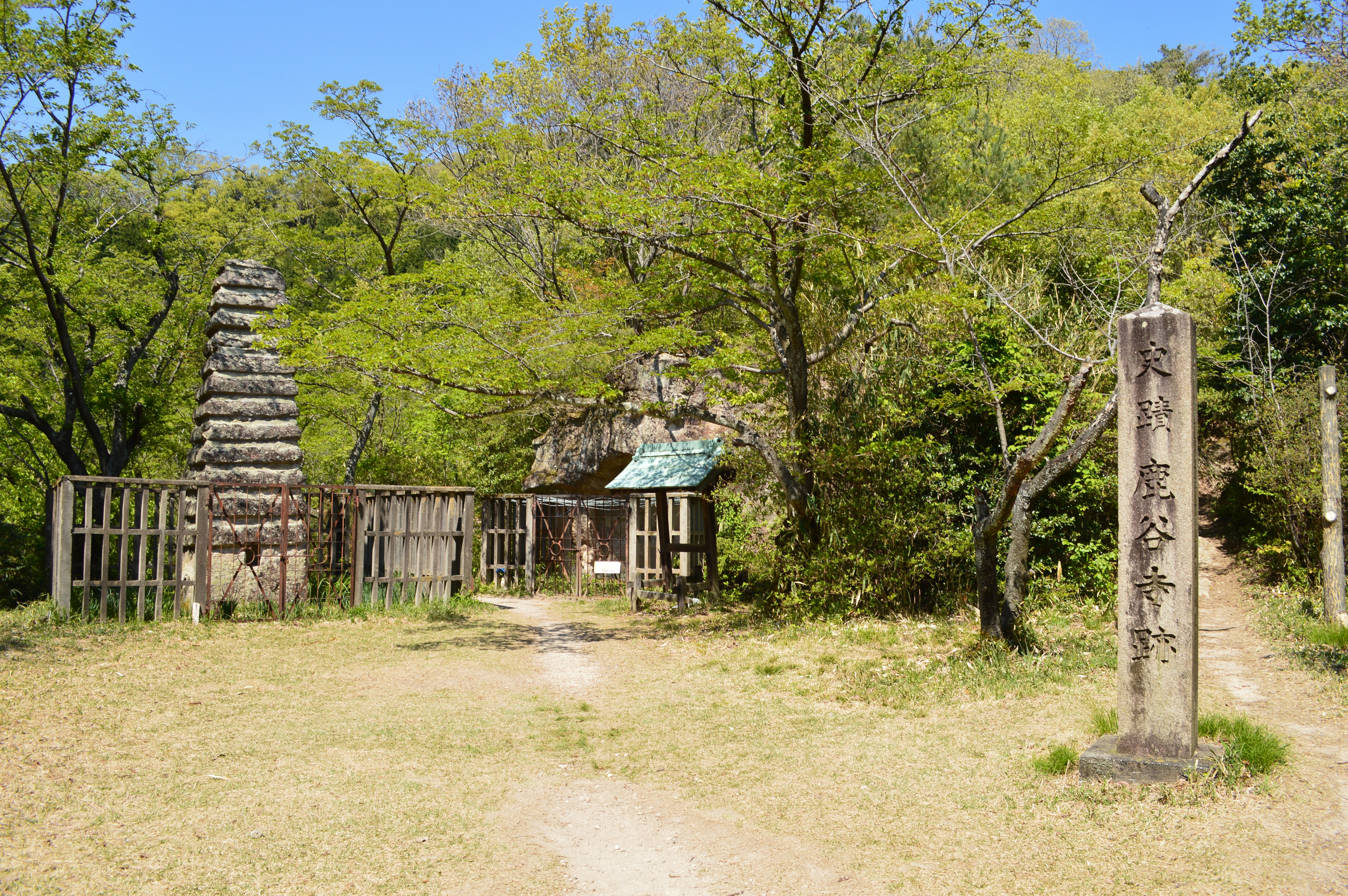
鹿谷寺跡
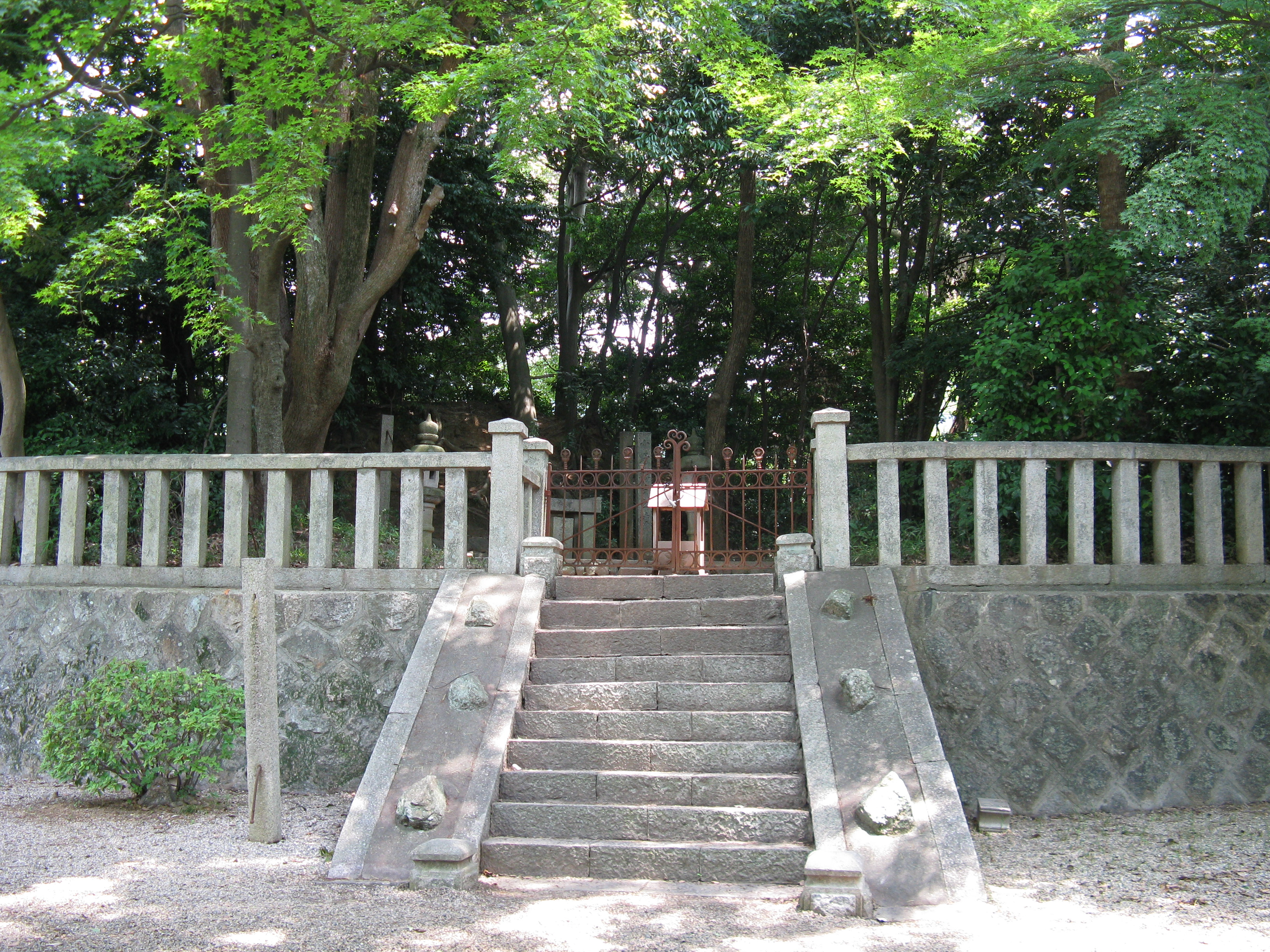
小野妹子墓